# Louis Coolen
Louis Coolen (Nuenen, 12 januari 1952) is een Nederlands oud-voetballer en voetbaltrainer.
Als voetballer speelde Coolen als middenvelder in de jeugd van PSV en van de amateurvoetbalvereniging RKSV Nuenen. Vanaf 1974 tot 1980 kwam hij uit voor Helmond Sport in de eerste divisie. Na zijn actieve carrière ging hij in 1982 als hoofdtrainer bij Nuenen aan de slag. In 1985 maakte hij de overstap naar Helmondia, waar hij een jaar werkte en kampioen werd van de vierde klasse C.
In het seizoen 1987-1988 werd Coolen actief als coach in het betaald voetbal. Hij werd assistent-trainer van Helmond Sport. Deze baan hield hij vijf jaar aan, waarna hij als hoofdcoach aan de slag ging bij amateurvereniging UDI'19 uit Uden. Hij wist met deze ploeg te promoveren van de eerste klasse naar de hoofdklasse.
In 1996 keerde Coolen terug bij Helmond Sport, ditmaal als hoofdcoach. Het hoogtepunt van zijn eerste seizoen was het bereiken van de halve finale van de KNVB beker, waarin Helmond Sport werd uitgeschakeld door sc Heerenveen. Coolen bleef daarna nog vier jaar actief bij de club uit Helmond. De beste prestaties werden geleverd in het seizoen 1998-1999, toen Helmond Sport als vierde eindigde in de eerste divisie en zich plaatste voor de nacompetitie.
Na vijf jaar Helmond Sport stapte Coolen over naar de eredivisie. Bij Roda JC werd hij assistent van de net aangetreden Jan van Dijk. Van Dijk werd al na vijf wedstrijden ontslagen wegens tegenvallende resultaten, maar Coolen bleef aan onder diens opvolgers Georges Leekens en Wiljan Vloet.
In 2005 ging Coolen weer aan de slag als hoofdcoach. Hij stapte over naar FC Eindhoven. Daarmee eindigde hij het seizoen 2005/06 als zeventiende. In het seizoen 2006/07 eindigde hij met FC Eindhoven als negentiende.
Op 24 oktober 2007 werd Coolen ontslagen bij de Eindhovense club. Hij werd daar tijdelijk opgevolgd door zijn assistent Ernest Faber. Aangezien hij niet alle vereiste diploma's heeft, moet FC Eindhoven op zoek naar een vervanger voor Coolen. In 2008 was hij interim-trainer van UDI'19 maar kon degradatie uit de hoofdklasse niet voorkomen.
Van september 2008 tot 2011 is hij werkzaam in Rusland, waar Guus Hiddink streeft om het voetbal in alle uithoeken van het land te verbeteren. Op diens verzoek is hij aangesteld om in de provincie Samara de voetbalacademie van Toljatti te leiden. Daarna werd hij hoofd opleiding bij Zenit Sint-Petersburg. Dat deed hij tot eind juni 2016. Daarna ging hij aan de slag als adviseur bij zijn oude liefde Helmond Sport. Begin 2018 verbond hij zich voor een halfjaar als technisch manager aan die club.
Tevens start hij met zijn "Football Consultancy" onderneming. 
Tot 2023 werkt Louis Coolen in diverse functies voor Helmond Sport en is nauw verbonden bij het realiseren  van sportcampus "de Braak" en de nieuwe dagopleiding bij Helmond Sport in combinatie met het Knippenberg collega 
Vanaf juli 2023 is hij verbonden als technisch adviseur bij de opleiding van Willem II. 
Tevens is hij sinds augustus 2023 als technisch adviseur werkzaam voor SV de Braak.
Coolen woont in Nuenen.